# OceanLab
OceanLab je trance glasbena skupina s člani Above & Beyond in pevko Justine Suissa.

## Diskografija

### Album
- 2008: Sirens of the Sea
- 2009: Sirens of the Sea: Remixed

### Singli
- 2001: "Clear Blue Water"
- 2002: "Sky Falls Down"
- 2003: "Beautiful Together"
- 2004: "Satellite"
- 2008: "Sirens of the Sea"
- 2008: "Miracle"
- 2008: "Breaking Ties"
- 2009: "On A Good Day"
- 2009: "Lonely Girl"